# 友善式傳輸層協定壅塞控制
友善式傳輸層協定壅塞控制（英語：TCP-Friendly Rate Control，縮寫為TFRC）是一種透過觀察丟包（Packet loss）的方式，用以調整TCP的速率波動的控制方法。最早定義於 RFC 3448 ，現行定義為 RFC 5348 。它的目的在於在中時間段範圍内與網路中的TCP數據流公平競爭，而在短時間内與其相比則變化更小。
友善式傳輸層協定壅塞控制的工作原理在於始終保持一部分未被告知收到的數據；而若無丟包，則這部分數據的大小會在每個來回通訊延遲中減少已知值α；但若有丟包，則會增加已知值β。也就是説，TCP所保有的數據量（與數據流量）實際上是基於丟包與來回通訊延遲的函數。
友善式傳輸層協定壅塞控制的目的在於基於丟包及來回通訊延遲搭建TCP數據流量的模型，而此數據流量的期待值則被直接用以控制友善式傳輸層協定壅塞控制的傳輸速率。